# Pseudomonacanthus macrurus
Pseudomonacanthus macrurus és una espècie de peix de la família dels monacàntids i de l'ordre dels tetraodontiformes.

## Morfologia
- Els mascles poden assolir 18 cm de longitud total.[5][6]

## Hàbitat
És un peix marí, de clima tropical i associat als esculls de corall que viu entre 3-7 m de fondària.

## Distribució geogràfica
Es troba a Indonèsia, Papua Nova Guinea, les Filipines i Tailàndia.

## Observacions
És inofensiu per als humans.